# António Jesus Correia
António Jesus Correia (Oeiras, Paço de Arcos, 3 de Abril de 1924 - 30 de Novembro de 2003), foi um desportista de eleição, como houve poucos na história de Portugal. Versátil, jogou em simultâneo futebol e hóquei em patins. Era sem dúvida um desportista de dois amores, praticando ambas as modalidades ao mais alto nível.

## Biografia
No futebol, onde jogava a extremo-direito, fez parte dos famosos Cinco Violinos, conquistando para o Sporting Clube de Portugal 7 campeonatos nacionais e 3 taças de Portugal ao longo de 9 épocas. Pelos leões marcou 156 golos em 208 jogos fazendo dele o oitavo melhor marcador da história do clube. Em Espanha frente ao Atlético Madrid a 5 de Setembro de 1948 faz provavelmente a sua maior exibição ao apontar 6 golos na vitória por 3-6.
No início de 1947 alcançou a estreia na Selecção Portuguesa de Futebol, onde jogou até 1952, com um total de 13 internacionalizações e 3 golos. Integrado na Selecção Portuguesa de Futebol que primeiro derrotou a Espanha (4-1), a 26 de Janeiro de 47, inaugurou também o marcador no primeiro triunfo para Portugal como visitante, na República da Irlanda em Dublin nesse mesmo ano.
No Hóquei em Patins, venceu o primeiro Mundial de Hóquei em Patins pela Selecção Nacional em 1947, em Lisboa, no Pavilhão dos Desportos. Voltaria a ganhar outros 5 títulos mundiais e 6 títulos europeus, tudo isto enquanto coleccionava títulos nacionais (todos pelo  Clube Desportivo de Paço de Arcos) onde foi 8 vezes campeão nacional, entre 1942 e 1955. Fez mais de 290 golos em 172 jogos como hoquista.
Na época de 1952/53, quando tinha 29 anos, o Sporting quis ter o seu passe em exclusivo, pelo que Jesus Correia foi obrigado a optar entre o futebol e o hóquei em patins. Optou pelo hóquei, o seu primeiro amor, dizendo então adeus ao futebol de alta competição.
Mais tarde, como seleccionador da Selecção Portuguesa de Hóquei em Patins ainda levou Portugal a outros 2 títulos mundiais em 1958 e 1960.
Ao todo, entre atleta e treinador tem o seu nome ligado a 17 conquistas internacionais pela Selecção Portuguesa de Hóquei em Patins.
Foi imortalizado em estátua no Jardim da Praceta Dionísio dos Santos Matias em Paço D'Arcos em frente a sua casa ao lado de Correia dos Santos e Emídio Pinto, outros hoquistas de eleição.
Em 06 de Agosto de 2003 foi agraciado com uma última homenagem ao ser convidado para dar o pontapé de saída do novo Estádio José de Alvalade. Alguns meses depois Jesus Correia viria a falecer com a idade de 79 anos. 
Foi um marco no desporto nacional, que ainda hoje inspira gerações. A simplicidade foi companheira de sempre, como o demonstra a alcunha de "Necas". Assim será lembrado.Era o último dos Cinco Violinos ainda com vida.